# 舒書
舒書（？—？）（穆麟德轉寫：šušu），又名舒樹，清朝政治人物。
早年擔任製造庫郎中。康熙十一年，擔任山西布政使。康熙三十四年，任甘肅巡撫、右副都御史。